# Паскаль Рішар
Паскаль Рішар (16 березня 1964) — швейцарський велогонщик.
Олімпійський чемпіон 1996 року в груповій шосейні гонці. Чемпіон світу з велокросу 1988 року в елітній гонці, срібний призер 1986 року в елітній гонці.